# Andre Shinyashiki
Andre Shinyashiki (São Paulo, 1997. június 11. –) brazil labdarúgó, az azeri Neftçi Baku csatárja.

## Pályafutása
Shinyashiki a brazíliai São Paulo városában született. Az ifjúsági pályafutását a Nacional-SP csapatában kezdte, majd az amerikai Pequeninos do Jockey akadémiájánál folytatta.
2017-ben mutatkozott be a Des Moines Menace felnőtt csapatában. 2019-ben az első osztályú Colorado Rapidshoz igazolt. 2022. május 3-án négyéves szerződést kötött az újonnan alakult Charlotte együttesével. 2022. május 7-én, az Inter Miami ellen hazai pályán 1–0-ra megnyert mérkőzés 56. percében, Kamil Jóźwiak cseréjeként lépett pályára, majd 12 perccel később meg is szerezte első gólját a klub színeiben. 2023. augusztus 1-jén az azeri Neftçi Bakuhoz írt alá.

## Statisztikák
2023. április 9. szerint
| Klub            | Szezon   | Osztály  | Bajnokság | Bajnokság | Kupa  | Kupa | Nemzetközi | Nemzetközi | Összesen | Összesen |
| Klub            | Szezon   | Osztály  | Meccs     | Gól       | Meccs | Gól  | Meccs      | Gól        | Meccs    | Gól      |
| --------------- | -------- | -------- | --------- | --------- | ----- | ---- | ---------- | ---------- | -------- | -------- |
| Colorado Rapids | 2019     | MLS      | 31        | 7         | 0     | 0    | —          | —          | 31       | 7        |
| Colorado Rapids | 2020     | MLS      | 16        | 4         | 0     | 0    | —          | —          | 16       | 4        |
| Colorado Rapids | 2021     | MLS      | 32        | 4         | 0     | 0    | —          | —          | 32       | 4        |
| Colorado Rapids | 2022     | MLS      | 8         | 1         | 0     | 0    | 1          | 0          | 9        | 1        |
| Colorado Rapids | Összesen | Összesen | 87        | 16        | 0     | 0    | 1          | 0          | 88       | 16       |
| Charlotte       | 2022     | MLS      | 21        | 6         | 2     | 1    | —          | —          | 23       | 7        |
| Charlotte       | 2023     | MLS      | 5         | 0         | 0     | 0    | —          | —          | 5        | 0        |
| Charlotte       | Összesen | Összesen | 26        | 6         | 2     | 1    | 0          | 0          | 28       | 7        |
| Összesen        | Összesen | Összesen | 113       | 22        | 2     | 1    | 1          | 0          | 116      | 23       |